# Eleição municipal de Lauro de Freitas em 2016
A eleição municipal da cidade brasileira de Lauro de Freitas em 2016 ocorreu em 2 de outubro para eleger um prefeito, um vice-prefeito e 17 vereadores para a administração municipal. O prefeito titular, Dr. Márcio Paiva (PP), optou em não concorrer à reeleição.
Dos três candidatos que disputaram a prefeitura, a vencedora foi a deputada federal Moema Gramacho, do PT, que recebeu 43.951 votos, contra 34.101 do seu rival mais próximo, Mateus Reis, do PSDB.

## Legislação eleitoral
As convenções partidárias para a escolha dos candidatos deverão ocorrer entre 20 de julho e 5 de agosto. A propaganda eleitoral gratuita do primeiro turno começou a ser exibida em 26 de agosto e terminou em 29 de setembro. A propaganda eleitoral gratuita do segundo turno começou a ser exibida em 12 de outubro e terminou em 28 de outubro.
Segundo a lei eleitoral em vigor, o sistema de dois turnos - caso o candidato mais votado recebesse menos de 50% +1 dos votos - está disponível apenas em cidades com mais de 200 mil eleitores. Nas cidades onde houver segundo turno, a propaganda eleitoral gratuita voltará a ser exibida em 15 de outubro e terminará em 28 de outubro. Como a cidade de Lauro de Freitas não possui 200 mil eleitores, não foi necessária a realização do segundo turno.

## Eleição majoritária

### Candidaturas do primeiro turno
|  | N.º | Candidato(a) a prefeito | Candidato(a) a prefeito                            | Candidato(a) a vice-prefeito | Candidato(a) a vice-prefeito                           | Coligação |
|  | --- | ----------------------- | -------------------------------------------------- | ---------------------------- | ------------------------------------------------------ | --- |
|  | 13  |                         | Moema Gramacho (PT) Moema Isabel Passos Gramacho   |                              | Mirela (PSD) Mirela de Oliveira Macedo Silva           | "Reconstruir e fazer mais e melhor" - Partido dos Trabalhadores (PT) - Partido Social Democrático (PSD) - Partido Democrático Trabalhista (PDT) - Partido Social Liberal (PSL) - Partido Renovador Trabalhista Brasileiro (PRTB) - Partido Trabalhista Brasileiro (PTB) - Partido da Mobilização Nacional (PMN) - Partido Trabalhista do Brasil (PTdoB) - Partido Trabalhista Cristão (PTC) - Partido Ecológico Nacional (PEN) - Partido Humanista da Solidariedade (PHS) - Partido Comunista do Brasil (PCdoB) - Partido Republicano Progressista (PRP) - Solidariedade (SD) |
|  | 25  |                         | Chico Franco (DEM) Francisco Pereira Franco Júnior |                              | Dr. Pedro Melo (PSC) Pedro dos Santos Melo             | "Agora é a vez da cidade" - Partido Social Cristão (PSC) |
|  | 45  |                         | Mateus Reis (PSDB) José Reis Santos Bulhões        |                              | Gustavo Ferraz (PMDB) Gustavo Pedreira do Couto Ferraz | "Resgatando a esperança para o povo de Lauro de Freitas" - Partido Republicano da Ordem Social (PROS) |

### Resultados
| Candidato(a)           | Vice                   | 1.º turno 2 de outubro de 2016 | 1.º turno 2 de outubro de 2016 |
| Candidato(a)           | Vice                   | Total                          | Percentagem                    |
| ---------------------- | ---------------------- | ------------------------------ | ------------------------------ |
| Moema Gramacho (PT)    | Mirela (PSD)           | 43.951                         | 52,39%                         |
| Mateus Reis (PSDB)     | Gustavo Ferraz (PMDB)  | 34.101                         | 40,65%                         |
| Chico Franco (DEM)     | Dr. Pedro Melo (PSC)   | 5.839                          | 6,96%                          |
| Total de votos válidos | Total de votos válidos | 83.891                         | 86,69%                         |
| → Votos em branco      | → Votos em branco      | 3.635                          | 3,76%                          |
| → Votos nulos          | → Votos nulos          | 9.244                          | 9,55%                          |
| Total                  | Total                  | 96.770                         | 100%                           |
| Abstenções             | Abstenções             | 21.785                         | 18,38%                         |
| Total de inscritos     |                        |                                |                                |

| Partido | Partido | Candidato      | Votos  | Votos (%) |
| ------- | ------- | -------------- | ------ | --------- |
|         | PT      | Moema Gramacho | 43 951 | 52,39%    |
|         | PSDB    | Mateus Reis    | 34 101 | 40,65%    |
|         | DEM     | Chico Franco   | 5 839  | 6,96%     |
| Totais  | Totais  | Totais         | 83 891 |           |

## Eleição proporcional

### Resultado
Os eleitos para a Câmara Municipal de Lauro de Freitas, que exercerão o mandato de 2017 a 2020, foram:
| Candidato(a)           | Partido | Votação     | Votação |
| Candidato(a)           | Partido | Porcentagem | Total   |
| ---------------------- | ------- | ----------- | ------- |
| Edilson Ferreira       | PRB     | 3,08%       | 2.672   |
| Decinho                | PRB     | 2,50%       | 2.171   |
| Capitão Olinto         | PTN     | 2,43%       | 2.114   |
| Coca Branco            | PPS     | 2,18%       | 1.896   |
| Rosalvo                | REDE    | 1,78%       | 1.544   |
| Dr. Emanuel            | PSDB    | 1,57%       | 1.367   |
| César                  | PP      | 1,57%       | 1.360   |
| Débora Régis (Debinha) | PSL     | 1,41%       | 1.222   |
| Valmir Sodré           | PRB     | 1,29%       | 1.124   |
| Dona Augusta           | PR      | 1,18%       | 1.027   |
| Mirian Martinez        | PSD     | 1,15%       | 997     |
| Naide Brito            | PT      | 1,14%       | 990     |
| Roque Fagundes         | PT      | 1,12%       | 973     |
| Luciana                | PCdoB   | 1,06%       | 920     |
| Fausto Franco          | DEM     | 1%          | 873     |
| Isaac de Belchior      | PPL     | 0,71%       | 615     |
| Edivaldo Palhaço       | PSB     | 0,68%       | 593     |